# Vierdraht-Weichenschaltung

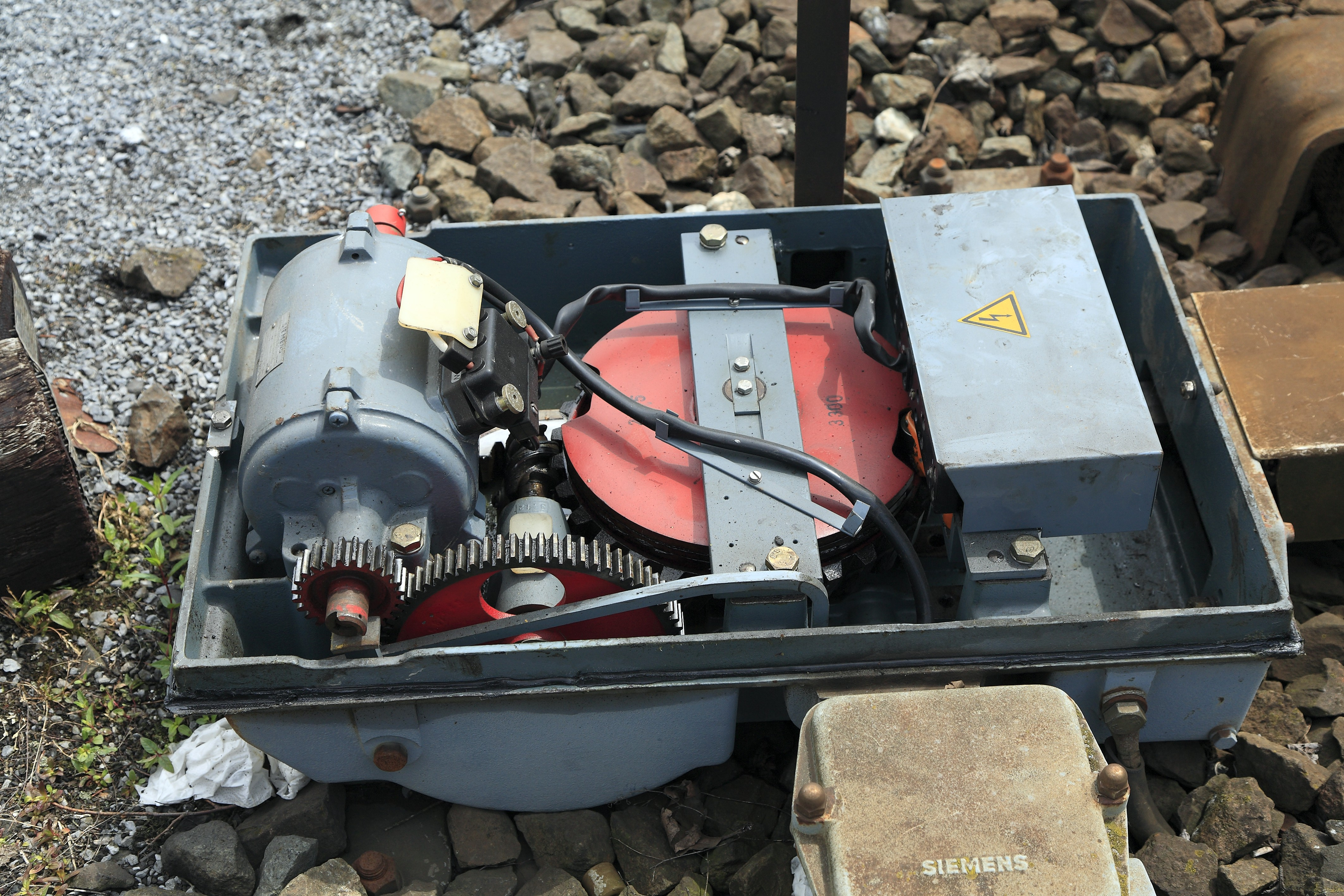
Elektrischer Weichenantrieb S700

Die Vierdraht-Weichenschaltung ist eine standardisierte Anschaltung von Weichenantrieben an Stellwerke. Sie wird in Deutschland überwiegend eingesetzt. Als Stellwerke kommen dabei elektromechanische Stellwerke, Relaisstellwerke und elektronische Stellwerke in Betracht. Müssen in mechanischen Stellwerken Weichen mit elektrischen Antrieben ausgerüstet werden, erfolgt deren Anschaltung in der Regel ebenso über eine Vierdrahtschaltung.
Es werden pro Weiche vier Kabeladern benötigt. Je nach elektrischem Widerstand der Leitung, der Stellspannung und dem eingesetzten Weichenantrieb ist die Stellentfernung begrenzt. Übliche Werte liegen bei Nutzung von regulären Signalkabeln bei etwa 1500 m, mit Sonderkabeln mit größerem Aderquerschnitt auch darüber.
Über die vier Kabeladern wird dabei sowohl die Antriebsenergie für den Elektromotor (beispielsweise 380 V mit 50 Hz Wechselspannung als Drehstrom) während des Umstellens übertragen als auch die Stellung der Weichenlage im Ruhezustand überwacht. Der Überwachungsstrom durchfließt alle vier Adern, dadurch werden Unterbrechungen sofort gemeldet.
Die erste, in Deutschland in nennenswerter Menge eingesetzte Vierdrahtweichenschaltung ist die Einheitsweichenschaltung 3003, die mit der Stellwerksbauform E43 der Vereinigten Eisenbahn-Signalwerke (VES) eingeführt wurde. Für diese wurden noch die eingeführten Gleichspannungen von 34 V für die Überwachung und 136 V als Stellspannung genutzt. Im Gegensatz zu den früheren Fünfdrahtschaltungen, die zusätzlich die Bleimäntel der seinerzeitigen Erdkabel als Rückleitung nutzten und damit praktisch Sechsdrahtschaltungen waren, wurde die Einheitsweichenschaltung von vornherein erdfrei konzipiert.
Beispiele für Weichenantriebe, die mit der Vierdraht-Weichenschaltung arbeiten:
- Siemens S700
- Siemens S700K (IP 54)[4]
- Thales L700H
- Thales FieldTrac 6343 L826H